# Osheaga
 (mars 2025).
Le Festival musique et arts Osheaga est un festival de musique qui a lieu annuellement à Montréal au Québec (Canada) depuis 2006.

## Description

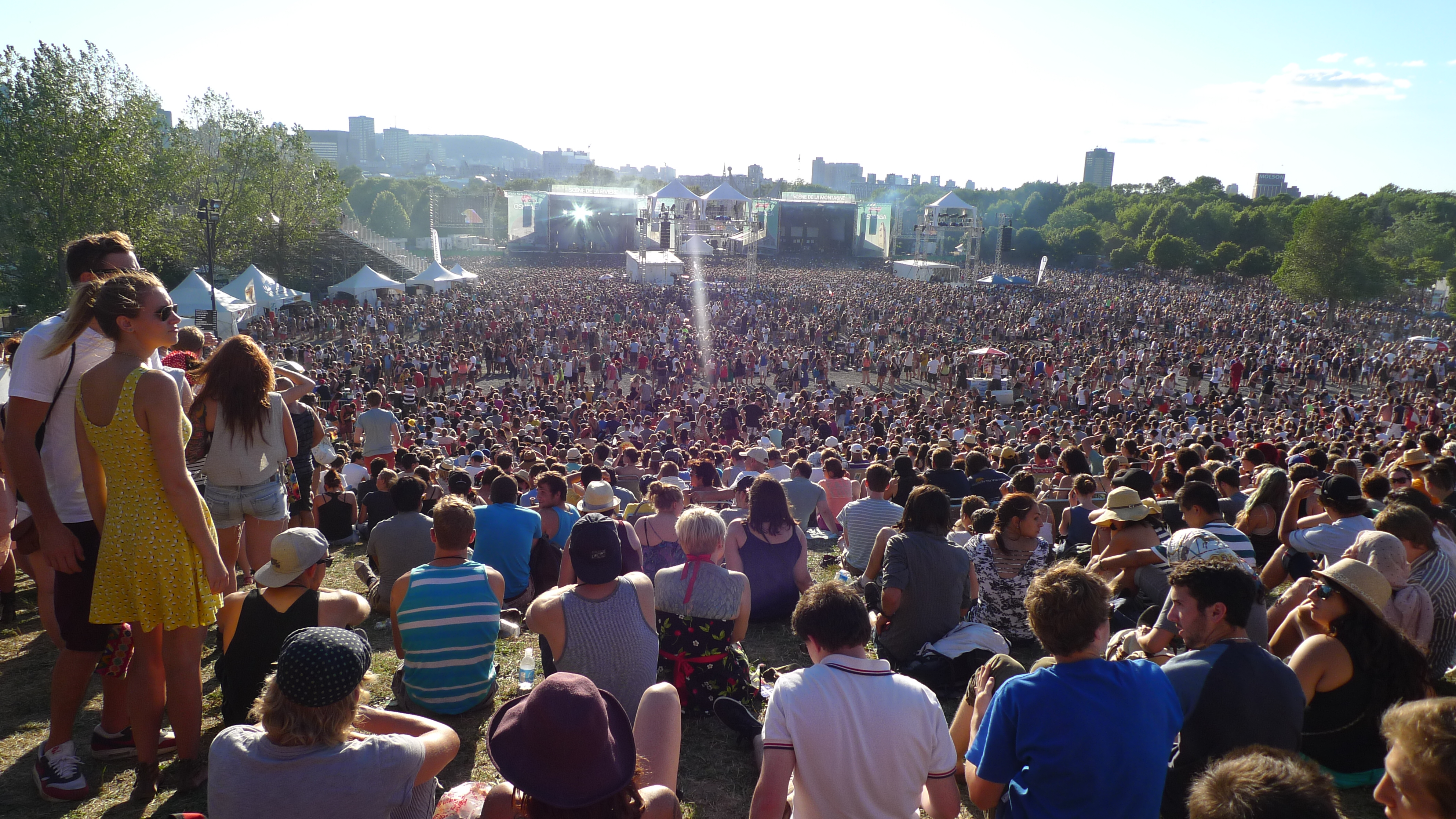
Le festival en 2012.

Depuis 2006, le Festival Musique et Arts Osheaga s’impose comme le plus important festival du genre au Canada[réf. nécessaire]. Avec ses nombreuses scènes extérieures situées au parc Jean-Drapeau de l’Île Sainte-Hélène, Osheaga a attiré 135 000 amateurs de musique de toute l’Amérique du Nord et de l’Europe en 2013.
Grande fête consacrée à la musique et aux arts visuels, Osheaga se donne notamment comme objectif de faire découvrir des talents locaux et nationaux émergents, qui côtoient sur scène quelques-uns des plus grands artistes internationaux tels Coldplay, The Killers, Iggy & The Stooges, Sonic Youth, The Roots, Rufus Wainwright, Arcade Fire, Weezer et Eminem. Pendant plusieurs jours, une centaine de groupes se succèdent sur scène ainsi qu’à travers la ville. Osheaga, c’est aussi des spectacles et des expositions dans plusieurs salles à travers la ville qui ont lieu dans les semaines précédant l'événement.
Depuis ses débuts, le festival Osheaga est présenté en étroite collaboration avec le festival MEG. Présenté la fin de semaine de la Fête du Travail, en septembre, pour ses deux premières éditions, Osheaga se tient depuis 2008 au début août ou à la toute fin juillet.
En 2025, la programmation d'Osheaga comptera sur Olivia Rodrigo et Gracie Abrams comme têtes d'affiche. Le festival se tiendra du 1er août au 3 août 2025. 

## Éditions

### Années 2000

#### 2006
La première édition d'Osheaga a eu lieu les 2 et 3 septembre 2006 sur le site du Parc Jean-Drapeau, sur l'île Sainte-Hélène.
A-B
Amon Tobin
Basia Bulat
Bedouin Soundclash
Bell Orchestre
Ben Harper & The Innocent Criminals
Ben Lee
Born Ruffians
Brazilian Girls
Bush Tetras
C-D
Call Me Poupée
Clap Your Hands Say Yeah
Damian “Jr. Gong” Marley
Dinosaur Jr.
DobaCaracol
Duchess Says
E-F
G-H
G. Love & Special Sauce
Grace Potter & the Nocturnals
Herman Dune
Holy Fuck
HushPuppies
I-J
Islands
James Chance
Joseph Arthur
K-L
k‐os
Kid Koala
Lady Sovereign
Land of Talk
M-N
Major Maker
Malajube
Matt Mays & El Torpedo
Metric
O-P
Owen Pallett
Patrick Watson
Q-R
S-T
Sonic Youth
Starsailor
The Colour
The Flaming Lips
The Hidden Cameras
The Magic Numbers
The Meligrove Band
The Shys
The Stills
Think About Life
Tokyo Police Club
U-V
Vulgaires Machins
W-X
We Are Wolves
Wintersleep
Wolf Parade
World Party
Y-Z
Yoav

#### 2007

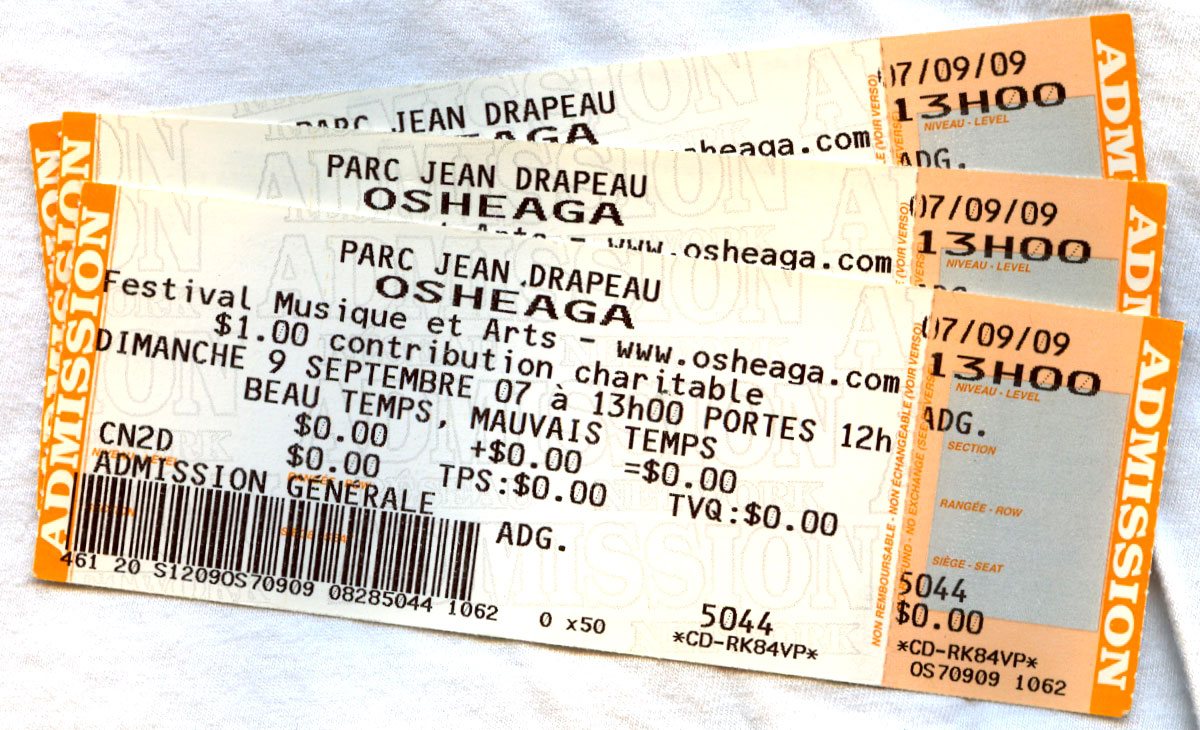
Les billets du deuxième jour du festival Osheaga 2007.

L'édition 2007 a eu lieu les 8 et 9 septembre 2007.
A-B
Adam Kesher
Apostle of Hustle
Arctic Monkeys
Au Revoir Simone
Bloc Party
Blonde Redhead
C-D
CPC Gangbangs
Damien Rice
Dragonette
Dumas
E-F
Editors
Elsiane
Explosions in the Sky
Feist
Fucked Up
G-H
Gotan Project
Hank Pine and Lilly Fawn
I-J
Interpol
Jamie T
K-L
Lesbo Vrouven
M-N
M.I.A.
Macy Gray
Martha Wainwright
Mike Relm
Miracle Fortress
O-P
Ohbijou
Panthers
Paolo Nutini
Pas Chic Chic
Pascale Picard Band
Patrick Watson
Peter Bjorn and John
Peter von Poehl
Plaster
Pony Up
Q-R
Rahzel
S-T
Sam Roberts Band
Santigold
Sixtoo
Stars
The Besnard Lakes
The Brand New Heavies
The Clientele
The Gray Kid
The Heights
The Most Serene Republic
The Smashing Pumpkins
The Veils
Thunderheist
U-V
W-X
We Are Scientists
Xavier Caféïne
Y-Z
You Say Party

#### 2008
En 2008, pour la troisième édition du festival, la date de l'événement a été devancée au dimanche 3 août et lundi 4 août, de manière à faciliter la venue des artistes qui, selon les organisateurs, ont terminé leurs tournées nord-américaines en septembre, et pour profiter d'une température moins incertaine.
A-B
Beast
Bonjour Brumaire
Booka Shade
Broken Social Scene
C-D
Cat Power
ChoColat
Chromeo
Cœur de pirate
CSS
DeVotchKa
Duchess Says
Duffy
E-F
G-H
Gogol Bordello
I-J
Iggy and The Stooges
Jack Johnson
Jamie Lidell
K-L
La Patère Rose
Louis XIV
Luke Doucet and The White Falcon
M-N
Matt Costa
Metric
MGMT
N*E*R*D
Neil Halstead
O-P
Payz Play
Plants and Animals
Q-R
Radio Radio
Rock Plaza Central
Rogue Wave
S-T
Sebastien Grainger & The Mountains
Sébastien Tellier
Sharon Jones and the Dap‐Kings
Sleepercar
Spiritualized
The Black Keys
The Go! Team
The Killers
The Kills
The Tom Fun Orchestra
The Weakerthans
The Wooden Sky
U-V
W-X
Y-Z 

#### 2009
Coldplay et Yeah Yeah Yeahs (Beastie Boys devaient être la seconde tête d'affiche mais ont dû annuler leur tournée) étaient les têtes d'affiche de la quatrième édition d'Osheaga, les 1er et 2 août 2009.
A-B
Amazing Baby
Arctic Monkeys
Arkells
Beast
C-D
Caracol
Chinatown
Coldplay
Crystal Castles
Cursive
Donavon Frankenreiter
E-F
Eagles of Death Metal
Elbow
Flash Lightnin'
G-H
Gentleman Reg
Girl Talk
Heartless Bastards
Hey Rosetta!
Hollerado
I-J
Jason Mraz
Jesca Hoop
Josh Ritter
K-L
K'naan
Kitty, Daisy & Lewis
La Roux
Le volume était au maximum
Lykke Li
M-N
Miike Snow
Naïve New Beaters
NLF3
O-P
Parlovr
Q-R
Rufus Wainwright
S-T
The Beatnuts
The Decemberists
The Roots
The Rural Alberta Advantage 
The Stills
The Ting Tings
Tiga
U-V
Vampire Weekend
W-X
Winter Gloves
Woodhands
Y-Z
Yeah Yeah Yeahs
Yes Giantess

#### 2010
La cinquième édition a eu lieu le 31 juillet et 1er août 2010.
A-B
Arcade Fire
Ariane Moffatt
Ariel
Avi Buffalo
Bahamas
Beach House
Blitzen Trapper
C-D
Charlie Winston
Dan Black
Daniel Isaiah
DEVO
E-F

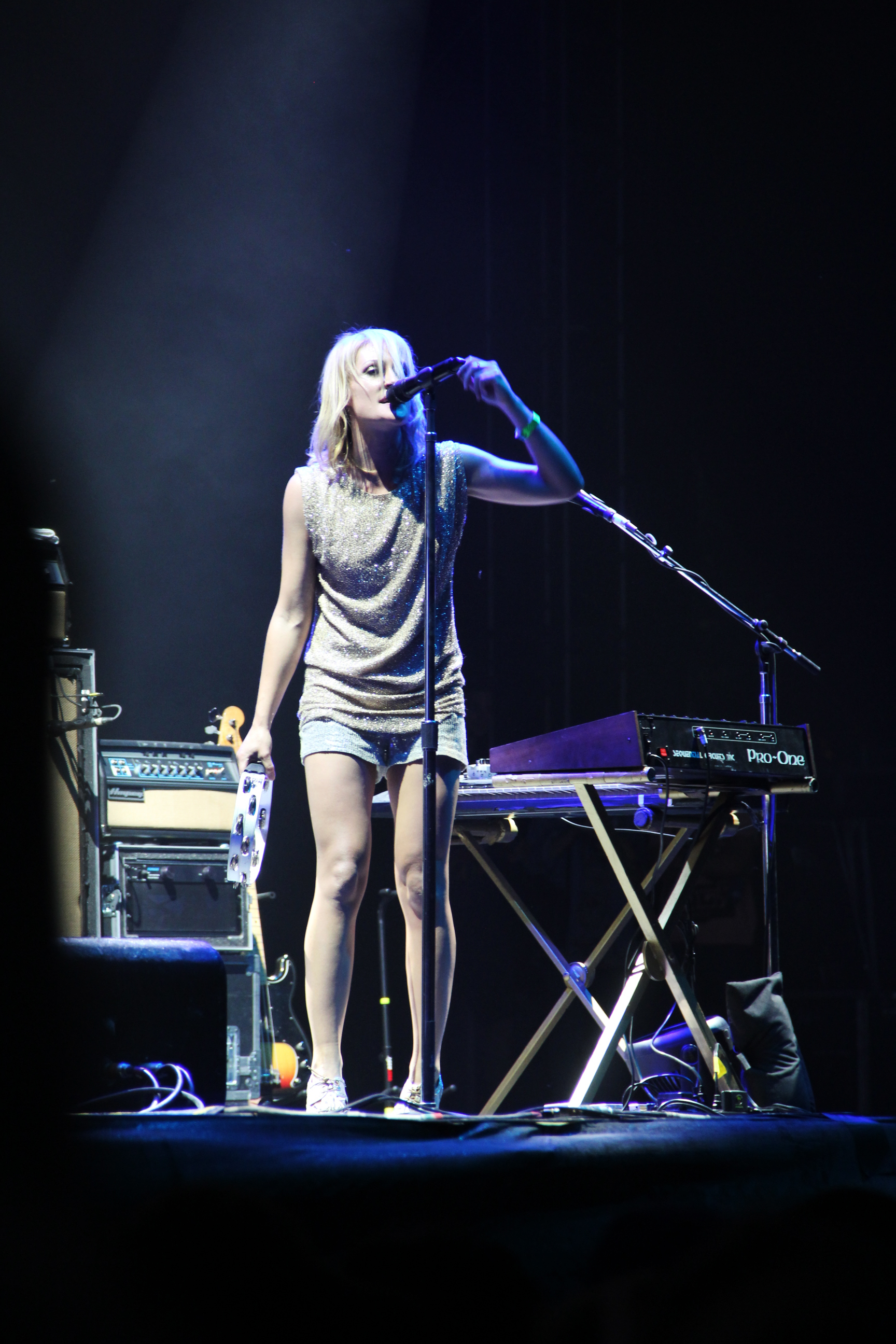
Metric, en 2010.

Edward Sharpe and the Magnetic Zeros
Final Flash
Fran Healy
Frank Turner
G-H
Galactic                                                                                        
Hannah Georgas
Horse Feathers
Hovatron
I-J
Ian Kelly
Ingrid Michaelson
Jamie Lidell
Japandroids
Jimmy Cliff
K-L
K’naan
Keane
Lazer Sword
Little Scream
Lunice
M-N
Major Lazer
Marie‐Pierre Arthur
Mary Anne Hobbs
Metric
Mossa
O-P
Owen Pallett
Pavement
Pawa Up First
POP ETC
Q-R
Ra Ra Riot
Rich Aucoin
Robyn
Roska
Round Table Knights
S-T
Sarah Harmer
Seu Jorge
Shane Murphy
Skip the Use
Snoop Dogg
Sonic Youth
Stars
Still Life Still
The Antlers
The Black Keys
The Cat Empire
The Gaslight Anthem
The Jon Spencer Blues Explosion
The Morning Benders
The National
The Unsettlers
The Walkmen
Tim Barry
U-V
W-X
We Are Wolves
Weezer
Y-Z

### Années 2010

#### 2011
La sixième édition d'Osheaga a lieu au Parc Jean-Drapeau du 29 au 31 juillet 2011 (maintenant trois jours comparativement aux éditions précédentes).
Avec une foule estimée à près de 38 000 personnes au Parc Jean-Drapeau, le spectacle d'Eminem le vendredi soir, première soirée de l'édition 2011, attire un record d'assistance pour un seul spectacle à Osheaga. L'édition 2011 se clôture avec un nouveau record d'affluence de 81 000 visiteurs au total.
#
222’s
A-B
Alaclair Ensemble
An Horse
Ana Tijoux
Anna Calvi
Bassnectar
Baths
Beirut
Braids
Bran Van 3000
Bright Eyes
Broken Social Scene
C-D
Charles Bradley
City and Colour
Claude VonStroke
Comic Strip
Crystal Castles
Cypress Hill
DāM‐FunK
Death Cab for Cutie
Death From Above 1979
Dillon Francis
DJ Cosmo
Duvall
E-F
EELS
Egyptrixx
El Ten Eleven
Elephant Stone
Ellie Goulding
Elvis Costello & The Imposters
Eminem
Frightened Rabbit
Fucked Up
G-H
Galaxie
Girl Unit
Glass Candy
Hey Rosetta!
I-J
Jacques Greene
Jamie xx
Janelle Monáe
Jeremy Ellis
Jimmy Hunt
John Butler Trio
Joseph Arthur
K-L
Karkwa
Kid Cudi
Kid Koala
Lights
Lupe Fiasco
M-N                                                            
Malajube
Manchester Orchestra
MC2
Mother Mother
MSTRKRFT
O-P
Oh Land
Passwords
PS I Love You
Q-R
Ratatat
Robot Koch
S-T                                                          
Sam Adams
Sam Roberts Band
Shad
Sia
Smith Westerns
SUUNS
Sweet Thing
The Barr Brothers
The Flaming Lips
The High Dials
The Joy Formidable
The Knux
The Low Anthem
The Luyas
The Midway State
The Mountain Goats
The Pains of Being Pure at Heart
The Rural Alberta Advantage
The Sheepdogs
The Sounds
The Tragically Hip
Timber Timbre
Tokyo Police Club
Twin Shadow
Typhoon
U-V
Uncle Bad Touch
Viva Brother
W-X
White Lies
Y-Z
Yoav

#### 2012

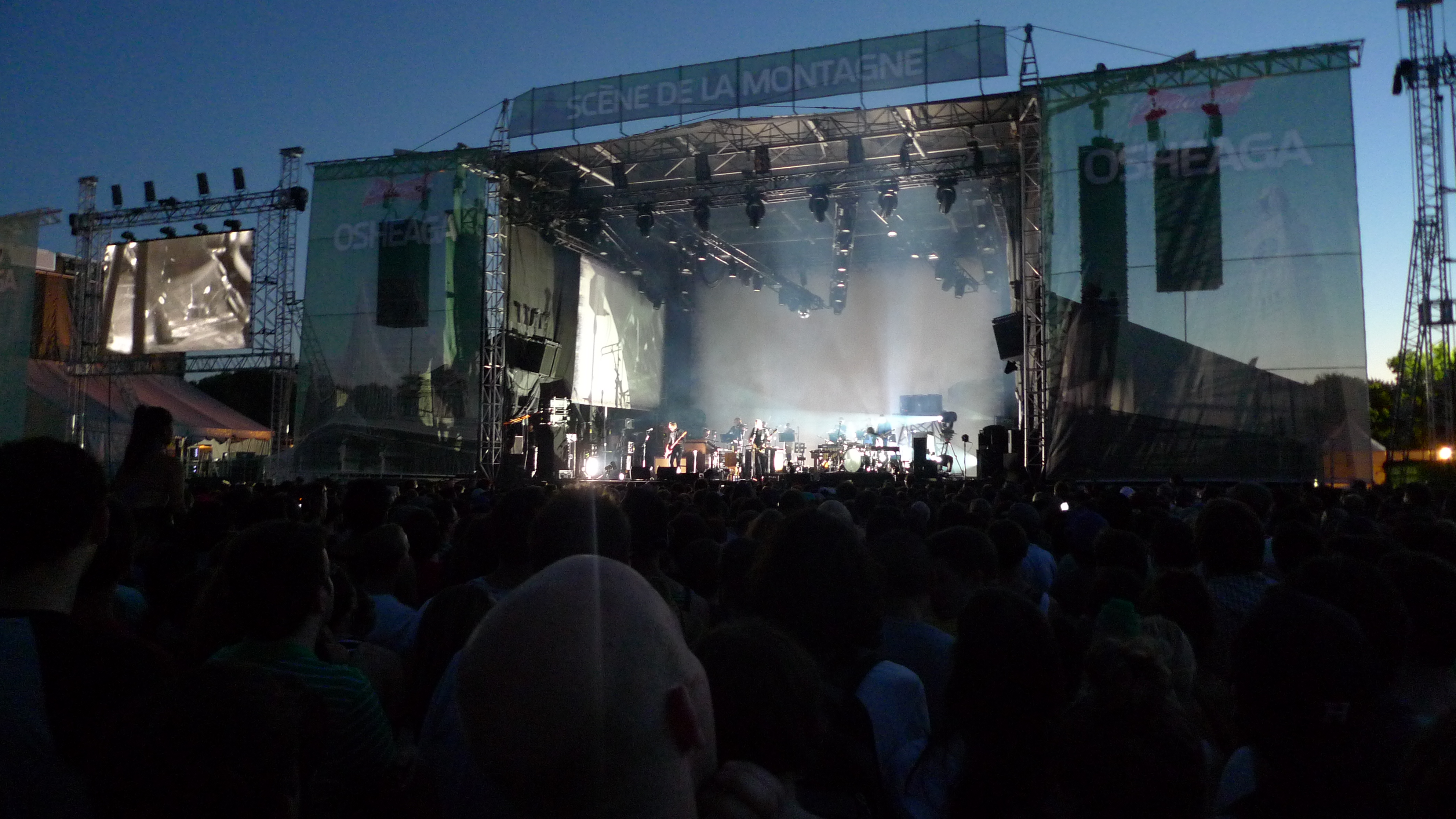
Scène de la Montagne, en 2012.

La septième édition du festival Musique et Arts Osheaga a lieu au Parc Jean-Drapeau du 3 au 5 août 2012.
A-B
A$AP Rocky
Aloe Blacc
Amadou & Mariam
Arkells
Asexuals
Atlas Sound
Austra
Avec pas d’casque                        
Black Lips
Bloc Party
Bombay Bicycle Club
Brand New
Buraka Som Sistema
C-D
Calexico
Chappo
Charli xcx
City and Colour
Classified
Common
Cursive 
Dan Mangan
Down With Webster
Dum Dum Girls
Dumas
E-F
Feist
Florence + the Machine
Franz Ferdinand
Freelance Whales
Fun.
G-H
Garbage
Gary Clark Jr.
Half Moon Run
Hey Ocean!
Huoratron
I-J
James Vincent McMorrow
Justice
K-L
Karim Ouellet
Kathleen Edwards
Knife Party
Koriass
Le Matos
Les Breastfeeders
Little Dragon
LP
M-N
M83
Madeon
Memoryhouse
Metric
MGMT
Michael Kiwanuka
Nosaj Thing
O-P
Of Monsters and Men
Passion Pit
Peter Peter
Plants and Animals
Poliça
Portugal. The Man
Propofol
Q-R
Radio Radio
S-T
Sandro Perri
Santigold
SBTRKT
Sigur Rós
Snoop Dogg
Tame Impala
The Aggrolites
The Airborne Toxic Event
The Airplane Boys
The Black Angels
The Black Keys
The Death Set
The Dø
The Jesus and Mary Chain
The Jezabels
The Raveonettes
The Sheepdogs
The Shins
The Walkmen
The Weeknd
U-V
W-X
Wintersleep
Wolfgang Gartner
Woodkid
Y-Z
Yeasayer
Young Galaxy
Young the Giant
Yukon Blonde
Zeds Dead
Zeus
Zola Jesus
Zombie Disco Squad

#### 2013
En 2013, le festival affiche complet en un temps record[réf. nécessaire] avec un total de 135 000 visiteurs.
A-B
alt‐J
Angel Haze
Atlas Genius
Baauer
Bad Things
Beach House
Beck
Ben Howard
Big Boi
Bob Mould
Bonobo
C-D
C2C
Caféïne
Capital Cities
Carnage
Charles Bradley
Daughter
Diamond Rings
DIIV
Disclosure
E-F
Ellie Goulding
Explosions in the Sky
Father John Misty
Floating Points
Flogging Molly
Frank Turner
Frightened Rabbit
G-H
Gramatik
Groenland
Grouplove
Guards
Hannah Georgas
Hollerado
Holy Ghost!
Hot Chip
Hyphen Hyphen
I-J
Icona Pop
Imagine Dragons
Jake Bugg
Jessie Ware
Jets
Jimmy Eat World
K-L
k‐os
Kendrick Lamar
Kidnap Kid
Lianne La Havas
Little Green Cars
Lou Doillon
M-N
Macklemore & Ryan Lewis
Majical Cloudz
Millimetrik
MNDR
Mumford & Sons
New Order
O-P
Oberhofer
Palma Violets
Phoenix
Porter Robinson
Pretty Lights
Q-R
Quadron
Raine Maida
Rich Aucoin
Robert DeLong
Rudimental
S-T
Shovels & Rope
Silversun Pickups
Soul Clap
Stars
Tegan and Sara
The Bad Things
The Breeders
The Cure
The Gaslight Anthem
The Halluci Nation
The Head and the Heart
The Heavy
The Knocks
The Lumineers
The Neighbourhood
Tricky
Twin Forks
Two Door Cinema Club
U-V
Valaire
Vampire Weekend
W-X
We Are Wolves
Wild Belle
Wild Nothing
Y-Z
Yelawolf

#### 2014
La neuvième édition du festival Osheaga a eu lieu les 1er, 2 et 3 août 2014.
#
!!!
A-B
AFI
Against Me!
Alex Nevsky
Arctic Monkeys
AWOLNATION
Band of Horses
BASECAMP
Basia Bulat
Bear Mountain
Beat Market
Bleachers
Bombay Bicycle Club
Bro Safari
C-D
Chase & Status
Cherub
Childish Gambino
Chromeo
CHVRCHES
Courtney Barnett
Cut Copy
Cyril Hahn
Danny Brown
Dead Obies
Dream Koala
Duke Dumont
E-F
Flume
Foster the People
Four Tet
G-H
Gesaffelstein
Gogol Bordello
HAIM
Half Moon Run
Henry Krinkle
Hey Rosetta!
Hospitality
I-J
J. Cole
Jack White
Jacques Greene
Jagwar Ma
Jimmy Hunt
Joey Bada$$
Jon Hopkins
Joywave
July Talk
K-L
Kandle
Kate Nash
KAYTRANADA
Kevin Drew
Kid Ink
Kodaline
Kongos
Laurent Garnier
Le Trouble
Local Natives
London Grammar
Lorde
Lykke Li
M-N
Mac DeMarco
Manchester Orchestra
Matt Mays
Modest Mouse
Motel Raphaël
Mozart's Sister
Nick Cave & the Bad Seeds
O-P
ODESZA
Old Crow Medicine Show
OutKast
Phantogram
Portugal. The Man
Pusha T
Q-R
Reignwolf
Reuben and the Dark
Royal Blood
Royal Canoe
Ryan Hemsworth
S-T
Sam Roberts Band
SBTRKT
Serena Ryder
Shlohmo
Skrillex
St. Lucia
Tchami
Temples
The Beaches
The Belle Game
The Dismemberment Plan
The Glitch Mob
The Kooks
The Men
The Mowgli’s
The Replacements
The Temper Trap
Tiga
Tom Trago
Travis Scott
U-V
Vance Joy
Volcano Choir
Von Pariahs
W-X
White Denim
Wild Child
Wild Cub
Wildlife
Y-Z
Young & Sick
Zomboy

#### 2015
La dixième édition du festival a eu lieu le 31 juillet, 1er et 2 août 2015.
A-B
Action Bronson
alt‐J
Alvvays
Anamanaguchi
Angus & Julia Stone
Ariane Moffatt
Arkells
Art Department
Bahamas
BANKS
Ben Bridwell
Ben Harper & The Innocent Criminals
Bishop Nehru
Brand New
Brodinski
BROODS
C-D
Caribou
Cashmere Cat
Catfish and the Bottlemen
Charli xcx
Chet Faker
COASTS
CRi
Daphni
Das Mörtal
Desaparecidos
DMA’s
E-F
Edward Sharpe and the Magnetic Zeros
EZ3kiel
Father John Misty
First Aid Kit
FKA twigs
Flicflac
Florence + the Machine
Future Islands
G-H
G‐Eazy
Gary Clark Jr.
George Ezra
Glass Animals
Goldroom
Good Times Ahead
Grace Potter
Guster
Hermitude
Hot Chip
Hudson Mohawke
I-J
Interpol
Iron & Wine & Ben Bridwell
James Bay
K-L
Karim Ouellet
Kendrick Lamar
Klangkarussell
Kygo
Leikeli47
Leisure Cruise
LION BABE
M-N
MARINA
Milk & Bone
Milky Chance
MS MR
Nas
Nothing
O-P
Of Monsters and Men
Oliver Heldens
Patrick Watson
Peking Duk
Philip Selway
Pierre Kwenders
Poni
Q-R
Rahim Redcar
RL Grime
Robin Schulz
Run the Jewels
Ryn Weaver
S-T
Sango
ScHoolboy Q
Seoul
Shakey Graves
Skylar Spence
Slow Magic
St. Vincent
Stars
Strand of Oaks
Sylvan Esso
SZA
The Avett Brothers
The Black Keys
The Blessed Madonna
The Decemberists
The Franklin Electric
The Halluci Nation
The Kills
The OBGMs
The Rural Alberta Advantage
The War on Drugs
Thurston Moore
Toro y Moi
Tove Lo
twenty one pilots
Tyler, The Creator
U-V
Viet Cong
W-X
Weezer
What So Not
X Ambassadors
Y-Z
Yasiin Bey
Young Fathers
Young the Giant

#### 2016
La onzième édition du festival a eu lieu les 29, 30 et 31 juillet 2016.
A-B
Alex G
Allie X
AURORA
BANNERS
Bastille
Beirut
Best Coast
Bloc Party
Boris Brejcha
BØRNS
Boys Noize
Busty and the Bass
C-D
Caveboy
Charlotte Cardin
CLOVES
Cœur de pirate
Coleman Hell
Cypress Hill
Daughter
Dear Rouge
Death Cab for Cutie
Dilly Dally
Dragonette
E-F
Elephant Stone
Elle King
Fakear
Feder
Flume
Foals
Foreign Diplomats
Foy Vance
Frightened Rabbit
Future
G-H
GoldLink
Gramatik
Grimes
HAIM
Half Moon Run
Haute
Hiatus Kaiyote
I-J
Israel Nash
Jack Garratt
Jazz Cartier
Jeremy Loops
July Talk
K-L
Kaleo
KAYTRANADA
Keys N Krates
Kurt Vile & the Violators
Lana Del Rey
Lane 8
Låpsley
Leon Bridges
Little Simz
Logic
Lucius
M-N
M83
Mac Miller
Marian Hill
Melanie Martinez
MisterWives
MØ
Mura Masa
Nathaniel Rateliff & The Night Sweats
Night Riots
Nothing But Thieves
O-P
Oh Wonder
Passenger
Paul Kalkbrenner
Post Malone
Q-R
Radiohead
Red Hot Chili Peppers
RÜFÜS DU SOL
S-T
Silversun Pickups
Skepta
Snakehips
SonReal
SOPHIE
St. Lucia
The Arcs
The Barr Brothers
The Cat Empire
The Damn Truth
The Last Shadow Puppets
The Lumineers
The Paper Kites
The Strumbellas
The Struts
The Underachievers
The Wombats
Todd Terje
U-V
Vince Staples
W-X
White Lung
Wolf Parade
Y-Z
Years & Years

#### 2017
L'édition 2017 sera charnière pour l'événement, le site habituel sera en travaux majeurs, legs des fêtes du 375e anniversaire de la fondation de la ville de Montréal. Le site passera de 45 000 places à 65 000 places.
#
6LACK
A-B
Alabama Shakes
Andy Shauf
Arkells
BADBADNOTGOOD
Barns Courtney
Beach Slang
Belle and Sebastian
Bibi Bourelly
Bishop Briggs
Bjarki
Blaenavon
Broken Social Scene
C-D
Cage the Elephant
Car Seat Headrest
Cherry Glazerr
Cloud Nothings
CRi
Crystal Castles
Daniel Avery
Daniel Caesar
Danny Brown
Darius
Dawes
Death From Above 1979
Denzel Curry
Die Antwoord
DJ Tennis
E-F
Father John Misty
Flatbush ZOMBiES
Foster the People
Foxygen
Fritz Kalkbrenner
G-H
Geoffroy
Glass Animals
Gordi
Grace Mitchell
GRiZ
Hamilton Leithauser
Harrison
Harrison Brome
Heartstreets
Heat
Ho99o9
HONNE
I-J
Jacob Banks
Jain
Jon Bellion
Joseph
Justice
K-L
KiNK
KROY
Le Couleur
Leif Vollebekk
Liam Gallagher
Lido
Little Dragon
Local Natives
London Grammar
Lorde
M-N
Maggie Rogers
Majid Jordan
Major Lazer
Matoma
Men I Trust
MGMT
Mick Jenkins
Middle Kids
Mija
Milky Chance
MUNA
Muse
Nicolas Jaar
Nina Kraviz
O-P
Peter Peter
Petit Biscuit
Phantogram
Plants and Animals
PUP
Q-R
Rag’n’Bone Man
River Tiber
Rone
Run the Jewels
Russ
S-T
Sam Gellaitry
Sampha
Skott
SNAILS
Sofi Tukker
SOHN
Strand of Oaks
Tegan and Sara
Temples
The Damn Truth
The Districts
The Funk Hunters
The Geek x Vrv
The Lemon Twigs
The Shins
The Weeknd
Tove Lo
U-V
Vance Joy
W-X
Weval
Whitney
Y-Z
Yung Lean
Zara Larsson
Zeds Dead

#### 2018
En 2018, l'événement attire plus de 135 000 personnes.
A-B
A‐Trak
AC Slater
Alan Walker
Alex Cameron
Alex Lahey
Alice Merton
Allan Rayman
Alvvays
Amy Shark
Anderson .Paak
Arctic Monkeys
Bahamas
Bazzi
Bedouin Soundclash
Billie Eilish
Billy Kenny
Birds of Bellwoods
Blondie
Blood Orange
BØRNS
BROCKHAMPTON
C-D
Calpurnia
Carpenter Brut
Chippy Nonstop
Chris Liebing
Chromeo
Chronixx
Cigarettes After Sex
Cuco
De La Soul
Debbie Tebbs
Dermot Kennedy
Dixon
Dizzy
Dua Lipa
DUCKY
dvsn
E-F
Essaie pas
Florence + the Machine
Franz Ferdinand
Future Islands
G-H
GoldLink
Gorgon City
Heartstreets
I-J
Jack Harlow
James Bay
James Blake
Jenny Lewis
John Jacob Magistery
Julien Baker
Jungle
K-L
Kali Uchis
Khalid
Killa-Jewel
KILLY
Kölsch
Langston Francis
LANY
Lauv
Leon Vynehall
Lewis Capaldi
Lights
Lord Huron
Loud
LP
Lykke Li
M-N
Manchester Orchestra
Maseo
Matt Holubowski
Milk & Bone
Modeselektor
NAV
Noname
O-P
ODESZA
Ookay
Paupière
Ponctuation
Portugal. The Man
Post Malone
Q-R
Quinn XCII
Rae Sremmurd
Rainbow Kitten Surprise
Rapsody
Rex Orange County
REZZ
Ron Gallo
S-T
SAINt JHN
San Holo
Sir Sly
Smokepurpp
SOFT PLAY
Son Little
St. Vincent
Sylvan Esso
Tash Sultana
Terror Jr
The Beaches
The Brooks
The Fitness
The National
The Neighbourhood
TOKiMONSTA
Travis Scott
Trombone Shorty & Orleans Avenue
Tyler, The Creator
U-V
W-X
Walker & Royce
Y-Z
Yeah Yeah Yeahs
Yotto

#### 2019
La quatorzième édition du festival a eu lieu le 2 au 4 août 2019.
#
$uicideboy$
070 Shake
A-B
A Boogie Wit da Hoodie
Agoria
Alec Benjamin
Anemone
Bad Child
Bas
Bayonne
Bea Miller
Beach House
Black Tiger Sex Machine
Bob Moses
boy pablo
Braids
bülow
C-D
Charlotte de Witte
Childish Gambino
City and Colour
CRi
Dean Lewis
Dear Rouge
Denzel Curry
DJ Koze
Dr. Fresch
E-F
FISHER
FKJ
Flume
Fontaines D.C.
FouKi
Francis and the Lights
grandson
G-H
GRiZ
Gucci Mane
Gunna
Hayley Kiyoko
Hozier
I-J
Interpol
J Balvin
Janelle Monáe
Jerico
Joji
JPEGMAFIA
K-L
KAYTRANADA
King Princess
Kodaline
Koffee
Kurt Vile & the Violators
Laura Escudé
Lennon Stella
Les Louanges
Logic
Louis the Child
M-N
Mac DeMarco
Mallrat
Metric
Mick Jenkins
Mitski
Monolink
MorMor
MSTRKRFT
MUNYA
Naya Ali
Nilüfer Yanya
NoMBe
Normani
O-P
Q-R
Radiant Baby
Ravyn Lenae
Real Estate
Reignwolf
Rejjie Snow
Robotaki
ROSALÍA
Roy Blair
RÜFÜS DU SOL
Ryan Beatty
S-T
Saba
Said the Sky
SALES
Sam Fender
Sara Diamond
ScHoolboy Q
SebastiAn
Sharon Van Etten
Sigrid
Ski Mask the Slump God
Sofi Tukker
St. Paul & The Broken Bones
Tame Impala
Taylor Bennett
TEKE::TEKE
The Blessed Madonna
The Chemical Brothers
The Franklin Electric
The Glorious Sons
The Lumineers
Tierra Whack
Tom Walker
Two Feet
U-V
U.S. Girls
Vladimir Cauchemar
W-X
We Are Monroe
Y-Z
Yellow Days
Young the Giant
Young Thug

### Années 2020

#### 2021
A-B
Allan Rayman
bülow
C-D
Charlotte Cardin
dvsn
E-F
Faouzia
Fernie
G-H
Geoffroy
Half Moon Run
Haviah Mighty
I-J
Isabella Lovestory
JESSIA
Jessie Reyez
JJ Wilde
July Talk
K-L                
KILLY
LANY
Les Shirley
M-N
Magi Merlin
Majid Jordan
O-P
ODIE
Q-R
Roy Woods
Ruby Waters
S-T
Stars
The Damn Truth
The Franklin Electric
U-V
Valence
W-X
Y-Z
Zach Zoya

#### 2022
Le retour du festival d'été se déroule du 29 au 31 juillet 2022. Après le décès de Taylor Hawkins, Foo Fighters est remplacé par le groupe Arcade Fire.
#
100 gecs
6LACK
A-B
Ama Lou
Arcade Fire
Arkells
Ashe
Ashnikko
Big Sean
Bleachers
Boy Golden
Brandon Harris
Burna Boy
C-D
Caribou
Charli xcx
Chelsea Cutler
Chris Lake
Claudia Bouvette
Coco & Clair Clair
Cordae
Crawlers
Daphni
Dominic Fike
Dua Lipa
E-F
EVAN GIIA
Faouzia
Freddie Gibbs
Future
G-H
Genesis Owusu
Geoffroy
girl in red
Glass Animals
Gracie Abrams
Group Project
Gus Dapperton
I-J
IDLES
Inhaler
Jacob Banks
John Summit
K-L
Khruangbin
King Hannah
Kygo
La Doña
LANY
Laylow
Les Louanges
Local Natives
Lolo Zouaï
Lucy Dacus
Luna Li
M-N
Mahalia
Malaa
MEDUZA
Men I Trust
mgk
Miane
Mitski
Monowhales
O-P
Parcels
Pi’erre Bourne
Pierre Kwenders
PinkPantheress
Polo & Pan
Porter Robinson
Q-R
Qrion
Robert Robert
Royal Blood
S-T
Sad Night Dynamite
Safia Nolin
SAINt JHN
Sam Fender
Sampa the Great
Sébastien Léger
slowthai
Tai Verdes
The Halluci Nation
The Kid LAROI
Tinashe
Tones and I
Tove Lo
TSHA
Turnstile
U-V
W-X
Wet Leg
WizTheMc
Worakls
Y-Z
Yeah Yeah Yeahs
Zach Zoya

#### 2023
L'édition 2023 a eu lieu du 2 au 4 août au parc Jean-Drapeau.
#
070 Shake
A-B
Adekunle Gold
Alex G
Alicia Moffet
Altın Gün
Armani White
Aysanabee
Baby Keem
bbno$
beabadoobee
Bicep
Billie Eilish
Bomba Estéreo
C-D
Carly Rae Jepsen
Central Cee
Charlotte Cardin
Cigarettes After Sex
CloZee
Cults
Dave Summit
DJ Seinfeld
Dom Dolla
Dope Lemon
E-F
Easy Tiger
FLETCHER
Foals
Fred again..
French 79
G-H
Ganja White Night
Goth Babe
Hayden James
Hollow Coves
Holly Humberstone
I-J
Innellea
Japanese Breakfast
Joey Bada$$
Jonathan Roy
JPEGMAFIA
Julia Jacklin
K-L
Kasablanca
Kendrick Lamar
Kim Petras
Kora
L’Impératrice
Lido Pimienta
Lil Yachty
Lovejoy
M-N
Magdalena Bay
Major League DJz
Marten Hørger
Matt Maltese
Milk & Bone
Mindflip
Monolink
Nostalgix
O-P
Parazar
PAWSA
Peach Pit
Pelada
Po Lazarus
Poolside
Preston Pablo
PUP
Q-R
redveil
Rema
REZZ
Rina Sawayama
RÜFÜS DU SOL
S-T
Saint Levant
Sarahmée
Soccer Mommy
Sofi Tukker
TDJ
The Backseat Lovers
THE DRIVER ERA
The Flaming Lips
The National
Tinlicker
TOBi
Tom Odell
Two Feet
U-V
Victony
W-X
Wallows
Xela Edna
Y-Z

#### 2024
Du 2 au 4 août a lieu la 17e édition du festival.
A-B
ALIAS
Alvvays
Amyl and the Sniffers
Arlo Parks
Avalon Emerson
Billianne
Bladee
Blonde Redhead
Briston Maroney
Brittany Howard
Byron Messia
C-D
Cadence Weapon
Cam Kahin
Chappell Roan
Chris Stussy
Clay and Friends
Confidence Man
CRi
d4vd
Denzel Curry
DIIV
DVTR
E-F
Elderbrook
ElGrandeToto
Elyanna
Fcukers
Folamour
Fridayy
G-H
Green Day
Gryffin
Hamza
Hozier
I-J
Irène Drésel
Jungle
Justice
Jyoty
K-L
Kevin Abstract
Labrinth
Léonie Gray
Libianca
Lil Tjay
Lola Young
M-N
Mannequin Pussy
Mariah the Scientist
Mariana Gueza
Marina Trench
Martin Garrix
Mau P
Melanie Martinez
Mimi Webb
Mochakk
myst milano.
New West
No Waves
Noah Kahan
Nonso Amadi
O-P
Olivia Dean
Overmono
Planet Giza
Q-R
Rancid
Ray Bull
RAYE
Reneé Rapp
Romy
S-T
Skepta
Sofia Kourtesis
Soul Clap
Stephen Sanchez
Still Woozy
SZA
T‐Pain
TALK
Teddy Swims
Teezo Touchdown
The Blue Stones
The Japanese House
The Linda Lindas
The Smashing Pumpkins
Two Door Cinema Club
Tyla
U-V
Uncle Waffles
Victony
Vincent Lima
W-X
Wild Rivers
Y-Z

#### 2025
La programmation comporte comme tête d’affiche The killers, Tyler The Creator et Olivia Rodrigo du 1er au 3 août 2025 au Parc Jean Drapeau. Sur les 21 artistes canadiens annoncés, 12 sont originaires du Québec, dont Rau_Ze, Hologramme et EKKSTACY.
A-B
Adam Ten
Alemeda
Alex Warren
Amaarae
Aqyila
Artemas
Barry Can’t Swim
bbno$
Begonia
BéLi
Bibi Club
BigXthaPlug
Bktherula
Black Party
BossMan Dlow
C-D
Cage the Elephant
Chet Faker
Claude VonStroke
Damiano David
Debby Friday
Doechii
Dominic Fike
Dua Saleh
Durand Bernarr
E-F
EKKSTACY
Emi Jeen
FINNEAS
Funk Tribu
Future Islands
G-H
Gigi Perez
Glass Animals
Good Neighbours
Gracie Abrams
Group Project
Hologramme
I-J
INJI
ISOxo
James Hype
Jamie xx
Jersey
Joey Valence & Brae
Jorja Smith
K-L
Kaleo
Kenny Mason
La Femme
Loco Dice
Lost Frequencies
Lucy Dacus
M-N
MARINA
Mark Ambor
Matt Champion
Mint Simon
Naomi Sharon
Nico Moreno
Nooriyah
O-P
Oden & Fatzo
Olivia Rodrigo
Omah Lay
Pretty Girl
Prospa
Pypy
Q-R
Rau_Ze
Renon
Royel Otis                              
Ruby Waters
S-T
salute
Samant
Sammy Virji
Shaboozey
Shermanology
Smino
Sofia Camara
Taylah Elaine
The Beaches
The Chainsmokers
The Darcys
The Dare
The Killers
The Struts
Tinzo & Jojo (Book Club Radio)
Tommy Richman
Turbine
TV on the Radio
Tyler, The Creator
U-V
W-X
Whitney
Wunderhorse
Y-Z